# 析出
析出（せきしゅつ、英: deposition）とは、固体以外の状態にある物質が固体として現れる現象。主に、溶液から溶質である成分が固体として現れる現象を指すが、広義には蒸着（じょうちゃく）または気相析出（きそうせきしゅつ）（英: vapor[vapour] deposition）現象も析出の一種である。本項では、溶液における析出について述べる。
析出は主に温度変化や溶媒の量・種類、混合溶媒の組成の変化などによって、その物質の溶解度が下がることによって起こる。再結晶や再沈殿はこの現象を利用した物質の精製法である。
化学反応を行う際に適切な溶媒を用いないと反応中間体や生成物が析出し、反応がうまく進行しないことがある。逆に、反応の進行とともに溶媒に不溶な物質が生成することが予想される場合には、反応の進行を確かめる一つの目安になる。また、可逆反応の場合、固体となって析出した物質は基本的に平衡には関与しないので、生成物が溶媒に不溶であれば、析出現象が反応を生成系に偏らせる駆動力（driving force）と成りうる。
例えば、水溶液にアルコールを加え、溶存塩を分離する操作も析出という。これは塩がアルコールに溶けにくい性質を利用したものである。